# Filip Bundgaard
Filip Bundgaard Kristensen (Randers, 3 luglio 2004) è un calciatore danese, ala o centrocampista del Brøndby.

## Biografia
È il fratello minore di Oliver Bundgaard, anch'egli calciatore.

## Carriera

### Club
Cresciuto nel settore giovanile del Randers, ha esordito in prima squadra il 5 luglio 2020, a sedici anni appena compiuti, nella partita di Superligaen vinta per 2-3 contro l'Hobro. Il 10 novembre seguente segna la prima rete tra i professionisti, nell'incontro di Coppa di Danimarca vinto per 1-3 contro l'Aarhus Fremad, diventando contestualmente il più giovane marcatore di sempre nella competizione.

### Nazionale
Ha giocato nelle nazionali giovanili Under-16, Under-17, Under-18, Under-19 ed Under-21.

## Statistiche

### Presenze e reti nei club
Statistiche aggiornate al 24 febbraio 2022.
| Stagione        | Squadra         | Campionato      | Campionato | Campionato | Coppe nazionali | Coppe nazionali | Coppe nazionali | Coppe continentali | Coppe continentali | Coppe continentali | Altre coppe | Altre coppe | Altre coppe | Totale | Totale | Totale |
| Stagione        | Squadra         | Comp            | Pres       | Reti       | Comp            | Pres            | Reti            | Comp               | Pres               | Reti               | Comp        | Pres        | Reti        | Pres   | Reti   |        |
| --------------- | --------------- | --------------- | ---------- | ---------- | --------------- | --------------- | --------------- | ------------------ | ------------------ | ------------------ | ----------- | ----------- | ----------- | ------ | ------ | ------ |
| lug. 2020       | Randers         | SL              | 1          | 0          | CD              | -               | -               | -                  | -                  | -                  | -           | -           | -           | 1      | 0      |        |
| 2020-2021       | Randers         | SL              | 9          | 0          | CD              | 2               | 1               | -                  | -                  | -                  | -           | -           | -           | 11     | 1      |        |
| 2021-2022       | Randers         | SL              | 4          | 0          | CD              | 3               | 1               | UEL+UECL           | 2+3                | -                  | -           | -           | -           | 12     | 1      |        |
| Totale carriera | Totale carriera | Totale carriera | 14         | 0          |                 | 5               | 2               |                    | 5                  | 0                  |             | -           | -           | 24     | 2      |        |

## Palmarès

### Club

#### Competizioni nazionali
- Coppa di Danimarca: 1

Randers: 2020-2021